# 玛丽·特罗斯特内兹灭绝营

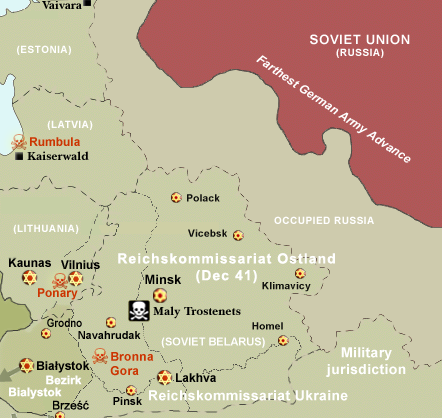
奧斯蘭總督轄區的主要犹太区及玛丽·特罗斯特内兹灭绝营位置

玛丽·特罗斯特内兹灭绝营（德語：Vernichtungslager Maly Trostinez），是纳粹德国在奧斯蘭總督轄區白俄罗斯明斯克郊外特罗斯特内兹建立的灭绝营。运营于1942年7月到1943年10月间，明斯克最后的一批犹太人被杀害并埋葬于此地。1944年7月3日，该灭绝营被苏联红军解放。